# Plateforme de glace d'Ellesmere

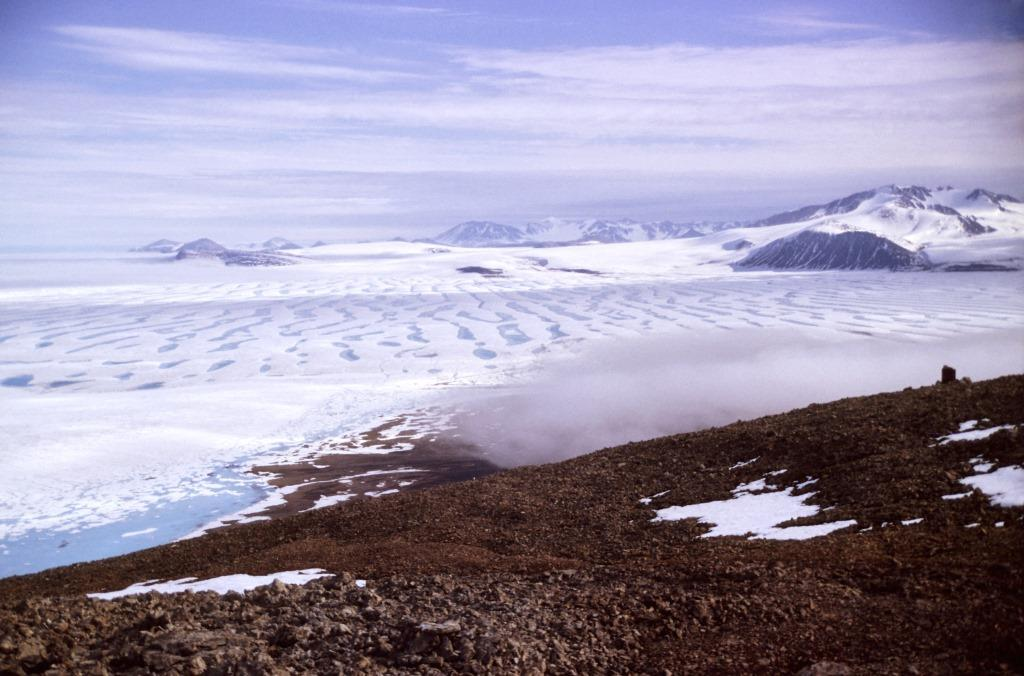
Plateforme de glace d'Ellesmere, situé au nord-est de l'île d'Ellesmere. Vue de l'Île de Ward Hunt, le 12 juillet 1988

La plateforme de glace d'Ellesmere fut un temps la plus grande plateforme de glace de l'Arctique. Elle se situait au nord-est de l'île d'Ellesmere, au Canada et fut décrite pour la première fois par le lieutenant Aldrich de l'Expédition Arctique britannique de 1875-76. Son observation en 1906 permirent plus tard d'estimer que son étendue était alors de 8900 km2.
De 1906 à 1982, la plateforme de glace d'Ellesmere a perdu 90% de sa superficie. Après une période plus stable jusqu'en 2005, la désintégration a repris, avec 50% de la superficie de 2005 perdu en 2012. Il ne reste actuellement que trois plateformes vestiges de celle d'Ellesmere : Petersen, Milne et Ward Hunt. D'autres ont disparu dans les années 2000: Ayles et Markham.
La datation au radiocarbone du bois flotté collecté dans les fjords derrière les plateformes de glace a été utilisée pour déduire la date à laquelle la côte nord de l'île d'Ellesmere a été libérée de la glace pour la dernière fois. Sur la base des échantillons collectés à l'intérieur des terres de la plateforme de glace Ward Hunt et de cinq fjords adjacents, il est probable que la plateforme de glace d'Ellesmere ait commencé à se former il y a environ 4000 à 5500 ans.